# These Final Hours
These Final Hours ist ein australischer Endzeit-Katastrophenfilm aus dem Jahr 2013. Unter der Regie von Zak Hilditch, der auch das Drehbuch schrieb, sind Nathan Phillips und Angourie Rice in den Hauptrollen zu sehen.

## Handlung
Ein Asteroid ist in den Nordatlantik eingeschlagen und hat eine globale Katastrophe ausgelöst, die die gesamte Menschheit auslöschen wird. Im australischen Perth meldet eine Radiostimme, dass der globale Feuersturm Australien in zwölf Stunden erreichen wird. Westeuropa und Nordamerika seien bereits „nicht mehr vorhanden“.
Vor dem Hintergrund der Katastrophe hat der Protagonist James in einem Haus an der Küste Sex mit seiner Freundin Zoe. Zoe offenbart James, dass sie von ihm schwanger ist. Dennoch verlässt er Zoe, um an einer Weltuntergangsparty seines Freundes Freddy teilzunehmen. Zoe bleibt allein im Strandhaus zurück.
Mit dem Auto fährt James durch eine von der Katastrophe gezeichnete Landschaft: verlassene und brennende Häuser, tote Menschen auf den Straßen, die augenscheinlich durch Suizid der Katastrophe entrinnen wollten, Spuren von Chaos und Randale. Kurz nachdem das Radio meldet, dass Westaustralien noch zehn Stunden bleiben, wird James’ Auto gestohlen. Er beobachtet, wie zwei Männer ein etwa zehnjähriges Mädchen in ein Haus verschleppen. Kurzentschlossen befreit er das Kind, wobei er die beiden Entführer in Notwehr tötet.
Die Gerettete, Rose, war mit ihrem Vater auf dem Weg zu ihrer Tante. Als das Benzin ausging, wurden beide getrennt. Rose bittet James, sie zu ihrer Tante zu bringen. Mit dem Fahrzeug der Entführer machen sich beide auf den Weg. Da James seine Party erreichen will, beschließt er, Rose unterwegs bei seiner Schwester abzugeben, die selbst drei Töchter hat. Er findet das Haus seiner Schwester scheinbar verlassen vor. Während Rose im Pool der Familie schwimmen geht, entdeckt James im Haus die Leichen seiner Schwester und seines Schwagers sowie drei Kindergräber im Garten des Hauses. Das Paar hatte im Angesicht der bevorstehenden Katastrophe offenbar erst die Kinder und dann sich selbst getötet. Erschüttert fährt James mit Rose im Fahrzeug seiner Schwester weiter zur Party.
Dort angekommen finden die beiden eine Orgie vor: Die Anwesenden konsumieren ungehemmt Alkohol und andere Drogen, kopulieren miteinander und spielen Russisch Roulette. James wird von Freddies Schwester Vicki zum Geschlechtsverkehr genötigt, verweigert ihr diesen jedoch. Vicki zeigt James einen Bunker, in dem sie mit ihm und ihrem Bruder die Apokalypse überleben will. James macht ihr klar, dass niemand überleben wird, und geht. Er befreit Rose aus den Fängen einer Frau, die Rose für ihre Tochter Mandy hält und ihr Drogen verabreicht hat. Dann verlässt er mit dem bewusstlosen Kind die Party.
Er bringt Rose zu seiner Mutter, wo sie wieder zu sich kommt. James verschweigt seiner Mutter, dass ihre Tochter und ihre Enkelinnen nicht mehr am Leben sind. Er verabschiedet sich von ihr, um Rose nun doch zu ihrer Tante zu bringen.
Rose und James erreichen das Haus von Roses Tante. James findet die Familie jedoch leblos vor, auch Roses Vater ist mit einer Schussverletzung unter den Toten. Rose möchte dennoch bei ihren Angehörigen bleiben und macht James klar, dass er zu Zoe zurückkehren sollte.
Er macht sich auf den Rückweg und kann kurz vor Eintreffen der Feuerwand das Strandhaus erreichen. Er trifft Zoe am Strand; sie ist zunächst wütend, sinkt dann aber doch in seine Arme. Gemeinsam sehen beide dem vom Meer heranrasenden Feuersturm entgegen, bis dieser sie erfasst.

## Hintergrund
Der Film erlebte seine Uraufführung am 2. August 2013 beim Melbourne International Film Festival, am 31. Juli 2014 kam er in die australischen Kinos. Gedreht mit einem Budget von 2,5 Millionen Australischer Dollar spielte der Film in Australien 360.234 Australische Dollar ein. Im deutschsprachigen Raum erschien er am 19. Februar 2015 direkt auf DVD und Blu-ray.

## Kritiken
Beim Kritikerportal Rotten Tomatoes erhielt der Film 84 % positive Kritiken.
Torsten A. Meier rezensierte für n-tv, These Final Hours reihe sich „in eine Reihe äußerst sehenswerter Weltuntergangsfilme ein, die nicht mit lautem Getöse und Actiongeballer daherkommen, sondern sich leise und unaufdringlich ihren Weg in das Gehirn des Zuschauers bahnen.“ Der Film sei dabei „eindrucksvoll und ergibt mit den typisch apokalyptisch anmutenden Aufnahmen der australischen Einöde einen Endzeitthriller, der sich sehen lassen kann.“
Michael Sennhauser urteilte für den SRF, der Film sei die „eindrückliche Rückkehr eines Endzeithero“ – „35 Jahre nach Mad Max hat Australien wieder einen Apokalypse-Helden.“ „Indem der Film das Endzeitszenario auf die einfache Frage reduziert, was man mit den letzten Stunden anfangen soll“, gewinne er „eine existentielle Wucht“. These Final Hours „transzendiert“ das Genre und sei dadurch ein „eigenständiges Kunstwerk“, validiere aber gleichzeitig „die zugrunde liegenden Genre-Mechanismen, indem er zeigt, wo ihre Kraft herkommt.“

## Auszeichnungen
Sarah Snook wurde 2015 bei den Australian Film Critics Association Awards als beste Nebendarstellerin ausgezeichnet.